# Nammo
Nammo, abréviation de « Nordic Ammunition Company », est un groupe norvégien et finlandais de l’aérospatiale et de la défense spécialisé dans la production de munitions, de moteurs de fusée et d’applications spatiales. La société possède des filiales en Finlande, en Allemagne, en Norvège, en Suède, en Suisse, en Espagne, en Australie, au Royaume-Uni, en république d'Irlande, aux États-Unis et au Canada. La société est détenue à 50/50 par le gouvernement norvégien (représenté par le ministère du Commerce, de l'Industrie et de la Pêche) et la société de défense finlandaise Patria. La société a son siège social à Raufoss, en Norvège.
La société compte cinq unités commerciales : la division munitions de petit calibre, la division munitions de moyen et grand calibre, la division des produits de missiles, la division Demil et Nammo Defense Systems.
Nammo se classait en 2023 au 90e rang mondial pour la production d'armement.

## Historique
Nammo a été fondée en 1998 par Raufoss (Norvège), Patria (Finlande) et Celsius (Suède). L’usine de cartouches Lapua en Finlande fait également partie du groupe Nammo sous le nom de Nammo Lapua Oy. En 2005, la copropriété actuelle entre Patria et le gouvernement norvégien a été créée.
En 2007, Nammo a acquis la société américaine de munitions Talley, Inc. après avoir acheté 100% de ses actions. En 2009, il a été révélé que les forces de défense israéliennes avaient acheté 28 000 M72 LAW à Nammo Talley, ainsi que des pièces d’armes et des missiles d’entraînement d’une valeur de 600 millions de NOK. Ces munitions ont ensuite été utilisées dans le cadre de la guerre de Gaza,.
Selon le directeur administratif de Nammo Raufoss, Lars Harald Lied, la société produit également des munitions « polyvalentes » de 12,7 mm  qui ont été utilisées par les soldats américains et norvégiens pendant la guerre d'Afghanistan, souvent en violation du droit international.
En plus des violations présumées du droit international, la société a également suscité la controverse en Norvège, où les lois interdisent aux entreprises norvégiennes de vendre des munitions à des fins de conflit. Le directeur de l’information de Nammo, Sissel Solum, allègue que Nammo n’assume aucune responsabilité pour l’utilisation de leurs munitions après l’achat, bien que certains prétendent (y compris l’Aide de l’Église norvégienne et l'Institut de recherche sur la paix d'Oslo) qu’il s’agit d’une violation de l’esprit prévu des réglementations nationales en matière d’exportation,. La société a également été en mesure de contourner les lois norvégiennes et d’éviter des poursuites en externalisant la fabrication à des usines aux États-Unis, en Finlande et en Suède.

## Produits

### Propulsion de missiles
Nammo produit les missiles et systèmes de propulsion de missiles suivants :
- AIM-120 AMRAAM
- RIM-162 ESSM
- IRIS-T (sous licence)
- Exocet
- AIM-9 Sidewinder
- Penguin
- Naval Strike Missile (le booster de fusée)
- Ariane 5 (boosters de séparation et d’accélération)
- IDAS (défense et attaque interactives pour sous-marins)

### Lanceur orbital
En janvier 2013, Nammo et le port spatial Base de lancement d'Andøya ont annoncé qu’ils « développeraient un système de fusée orbital nanosatellite (NLV) appelé North Star qui utilise un moteur hybride standardisé, regroupé en différents nombres et arrangements, pour construire deux types de fusées-sondes et un lanceur orbital », capable de délivrer un nanosatellite (10 kg) en orbite polaire.

### Munitions de petit calibre
- 5,56 × 45 mm OTAN
- 6,5 × 47 mm Lapua
- 7,62 × 39 mm M43
- 7,62 × 51 mm OTAN et .308 Winchester
- 7.62 × 54 mmR / 7.62 × 53 mmR
- .30-06 Springfield (7,62 × 63 mm)
- .338 Lapua Magnum (8,6 × 70 mm)
- 9 × 19 mm Parabellum

### Munitions de moyen et gros calibre
En 2018, Nammo a produit la liste non exhaustive suivante de munitions de moyen et gros calibre :
- 12,7 × 99 mm OTAN (.50 BMG (Browning Machine Gun))
- 12.7 × 99 mm Raufoss Mk 211 polyvalent
- 20 × 102 mm
- 20 × 139 mm
- 25 × 137 mm
- 27 × 145 mm
- 30 × 113 mm
- 30 × 173 mm
- 30 mm Swimmer (APFSDS-T MK 258 Mod 1)
- 35 × 228 mm
- 40 × 51 mm
- 40 × 53 mm
- 57 mm L/70 3P (Pre-fragmented, Programmable, Proximity-fused)
- Munitions de char de 120 mm
- Charges propulsives pour l’artillerie et les mortiers
- Corps d’obus d’artillerie
- Grenades
- Ogives

### Systèmes tirés à l’épaule
Nammo fabrique des systèmes tirés à l’épaule depuis les années 1960, avec la production sous licence du M72 LAW à partir de Raufoss en Norvège en 1966. En 2007, Nammo a acquis la société américaine de munitions, Talley, Inc., après avoir acheté 100% de ses actions. Aujourd’hui, Nammo a 10 sites aux États-Unis (Nammo Defense Systems Inc.) et est le seul fabricant sous licence du M72 LAW, avec des lignes de production à Raufoss et Mesa (Arizona).
En plus du M72, Mesa fabrique également le M141 Bunker Defeat Munition pour l’armée américaine, tandis que les installations de Nammo à Columbus (Mississippi) fabriquent des munitions pour le système Mk 153 Shoulder-Launched Multipurpose Assault Weapon pour le Corps des Marines des États-Unis.
Nammo Defense Systems Inc. à Mesa (Arizona) a remporté le 20 décembre 2021 un contrat à prix fixe ferme de 498 092 926 $ pour la production à plein régime de variantes d’armes d’assaut légères M72 et de composants pour les systèmes d’entraînement aux munitions lancées à l’épaule.

### Conseil et développement de moteurs de fusée
En 2019, Nammo a remporté un contrat de l’Agence spatiale européenne pour lancer le développement d’un moteur-fusée réutilisable pour l’étage d’ascension de l’atterrisseur lunaire HERACLES. Le moteur peut être alimenté par des pompes à entraînement électrique, à partir de réservoirs de propergol basse pression, ce qui peut permettre le ravitaillement dans l’espace.